# Districte de Starobéixeve
El districte de Starobéixeve (en ucraïnès: Старобешівський район) és un raion o districte d'Ucraïna. Comprèn una superfície de 1255 km². La seva capital és la ciutat de Starobéixeve.

## Demografia
Segons les estimacions del 2010 tenia una població total de 56.048 habitants.

## Altres dades
El codi KOATUU és 1424500000. El seu codi postal és el 87200 i el prefix telefònic +380 6253.